# Bob Weber
Pour les articles homonymes, voir Weber.
Bob Weber, Sr. (né à Baltimore le 26 juin 1934) est un auteur de bande dessinée américain, connu pour avoir créé en 1965 le comic strip humoristique Moose Miller, renommé Moose and Molly (en) en 1998 et toujours diffusé par King Features Syndicate en 2017.
Son fils Bob Weber, Jr. (né à Baltimore le 21 janvier 1957), après avoir assisté son père sur Moose à partir de 1978, réalise depuis 1986 pour le même syndicate la page de jeux pour enfant quotidienne Slylock Fox & Comics for Kids (en).